# Colonia de Jamaica
La Colonia de Jamaica (en inglés: Crown Colony of Jamaica and Dependencies) fue una colonia del imperio británico en el Caribe, establecida en 1655 y disuelta en 1962, que corresponde a la actual Jamaica.
Se trató de la colonia más importante de las Indias Occidentales Británicas, y a lo largo de sus trescientos años de existencia ejerció el control sobre numerosos territorios bajo el dominio inglés como Misquitia (actuales Nicaragua y Honduras), Turcas y Caicos, Islas Caimán, Honduras británica (actual Belice) e Islas de la Bahía (actual Honduras).
Tras tratase de la más importante base pirata del siglo XVII, a partir del siglo XVIII se convirtió en una de las mayores productoras de caña de azúcar del mundo con destino al mercado monopolístico del imperio británico, en un modelo basado en la importación masiva de esclavos africanos. Además de ser una estratégica base naval para la continuación en América de las guerras libradas contra las otras naciones europeas, en Jamaica se sucedieron las alianzas y guerras maroons, así como revueltas de esclavos de las plantaciones azucareras.
La colonia de Jamaica se independizó de Reino Unido en 1962 durante los procesos de descolonización iniciados tras la II Guerra Mundial que supuso la independencia de otras colonias británicas del Caribe como Trinidad y Tobago o Guyana.

## Historia

### SigloXVII
En la época de la mancomunidad de Inglaterra, en 1654 Oliver Cromwell inició la campaña bélica del Western Design contra el imperio español con el propósito de ocupar los territorios españoles americanos y el asalto a los convoyes de la Flota de Indias. En abril de 1655, el general Robert Venables y el almirante William Penn dirigieron un ambicioso ataque al estratégico puerto de Santo Domingo (actual República Dominicana). El asedio a Santo Domingo fracasó estrepitosamente, sufriendo más de mil bajas ante la artillería española. Para salvar el fracaso de la costosa expedición, Venables y Penn se dirigieron a la Jamaica española, un objetivo menor y escasamente guarnecido. En mayo de 1655 la mancomunidad de Inglaterra tomó Jamaica con siete mil soldados, exiliándose los españoles jamaiquinos en Cuba. La invasión dio lugar a la guerra anglo-española durante la cual las guarniciones españolas trataron de recuperar el control de la isla. Tras las derrotas españolas en Ocho Ríos (1657) y Río Nuevo (1658), la traición de Juan Bolas, Juan Serras y otros de los líderes de los palenques maroons en 1660 supuso la derrota definitiva de España en Jamaica.
En 1661 el rey Carlos II estableció el título de Gobernador de Jamaica y en 1662 el I earl de Plymouth fue mandado a colonia de Jamaica para comunicar las facultades políticas, jurisdicción y derechos de habitantes de Jamaica, entre los que no se contaban esclavos, indígenas, judíos o siervos. El sistema de gobierno lo comprendía un Gobernador nombrado por la Corona que actuaba con el consejo de un consejo nominado en la legislatura. La legislatura estaba compuesta por el gobernador y una Cámara de la Asamblea elegida pero no representativa. Este sistema colonial de gobierno se mantuvo hasta la independencia de Jamaica de 1962.

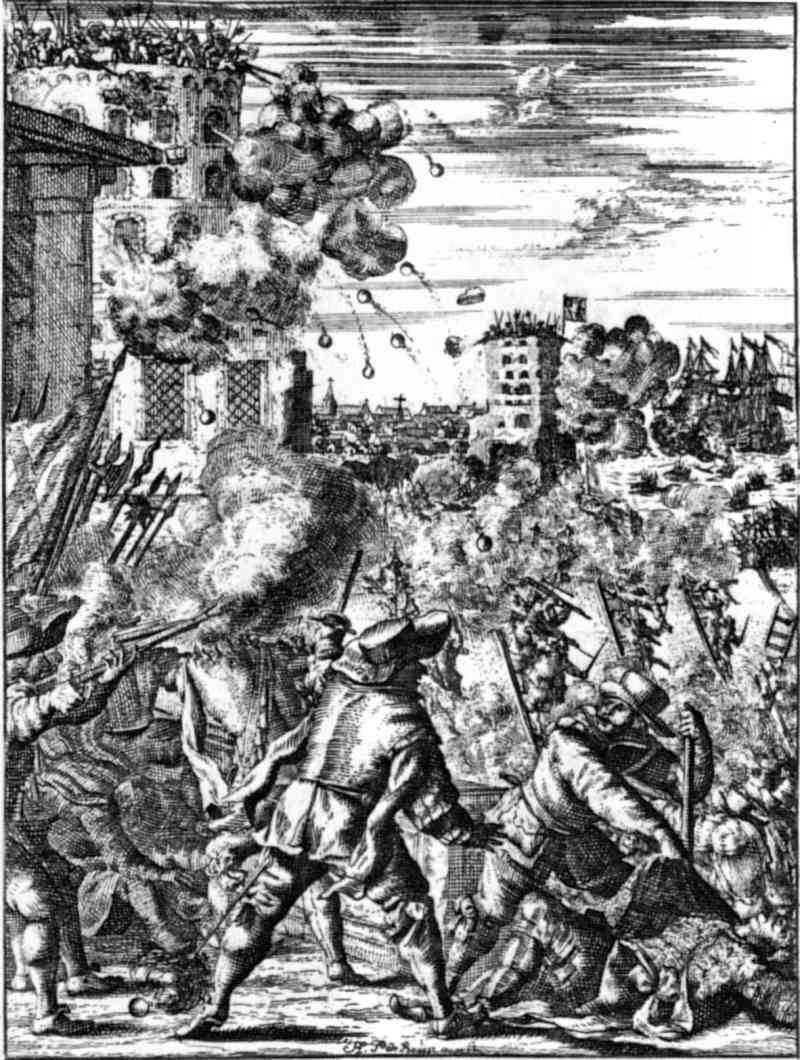
Saqueo de Portobello (1668) por Henry Morgan.

La principal actividad en Jamaica fue la piratería durante la primera edad de oro de la piratería.El Gobernador de Jamaica facilitó el establecimiento en Port Royal de bucaneros, piratas y corsarios al servicio de Inglaterra con el objetivo de convertir Jamaica en la "daga apuntada al corazón del Imperio español".Tanto bajo gobierno de Cromwell como el de Carlos II, se propició el envío a Jamaica de prisioneros de las guerras contra irlandeses y escoceses, así como de presos comunes para las bandas piratas. Para 1659 Port Royal era una población de más de doscientas casas, un fuerte y almacenes para la lucrativa actividad de la piratería y el contrabando de personas y cosas.
En 1662 los piratas ingleses Christopher Myngs y Henry Morgan, junto al neerlandés Eduard Mansvelt, atacaron Santiago de Cuba (actual Cuba), habiendo participado también en el asalto al puerto de Campeche (actual México) y Cumaná, Puerto Cabello y Coro (actual Venezuela). Además, en 1668 Henry Morgan atacó la villa de Puerto Príncipe (Camagüey), internándose setenta kilómetros tierra adentro, con la devastación de la población y el ataque a sus vecinos. Sólo el saqueo de Portobello (1668) por Morgan reportó 75.000 libras de botín. Morgan fue también enviado por el Gobernador de Jamaica, en calidad de almirante de la flota, al saqueo de Panamá (actual Panamá) en 1670, causando tres mil muertos. También el cubano mulato Diego Grillo fue un pirata al servicio de Inglaterra conocido por su ataque al puerto de Nuevitas (actual Cuba).
Inglaterra obtuvo la posesión formal de Jamaica de España en 1670 a través del Tratado de Madrid.Con el reconocimiento de las posesiones inglesas en América, 1674 Carlos II concedió el perdón real a Henry Morgan. Además, fue nombrado gobernador de Jamaica con el encargo de perseguir la piratería en el Caribe y amplias concesiones de terreno para la producción de azúcar de caña. Los miembros de las bandas piratas se reconvirtieron en plantadores de caña en Jamaica aunque algunos continuaron en los mares del Sur (costa pacífica del virreinato de Perú español), al servicio de Francia o como contrabandistas Baymen en La Baliza (actual Belice). 

A mediados del siglo XVII, las Provincias Unidas de Países Bajos introdujeron el cultivo de caña de azúcar en los territorios bajo soberanía inglesa en el Caribe desde sus colonias en Guyana. La producción de azúcar rápidamente desplazó a cualquier otro cultivo en un modelo productivo conocido como cash crop.La Cámara de la Asamblea, dominada por los plantadores de caña, presentó continuas protestas durante gran parte de las décadas de 1670 y 1680 ante Carlos II y Jacobo II por las limitaciones monopolísticas al comercio de esclavos desde el golfo de Guinea. Ante la imposibilidad de importar más esclavos durante el gobierno del II duque de Albemarle, los terratenientes de la caña de azúcar abandonaron la producción de azúcar y se asentaron en Londres. Además, en 1687 Albemarle estableció la alianza con el cacique misquito Jeremías para intentar expandir sus colonias en el Caribe, dando lugar a la obediencia del pueblo Misquita al rey de Inglaterra hasta el siglo XX. Tras la revolución gloriosa (1688) y la proclamación de María II como reina de Inglaterra, los terratenientes retomaron el control de la Cámara de la Asamblea. Impulsaron la importación de esclavos y obtuvieron protección de la Royal Navy para el comercio triangular.

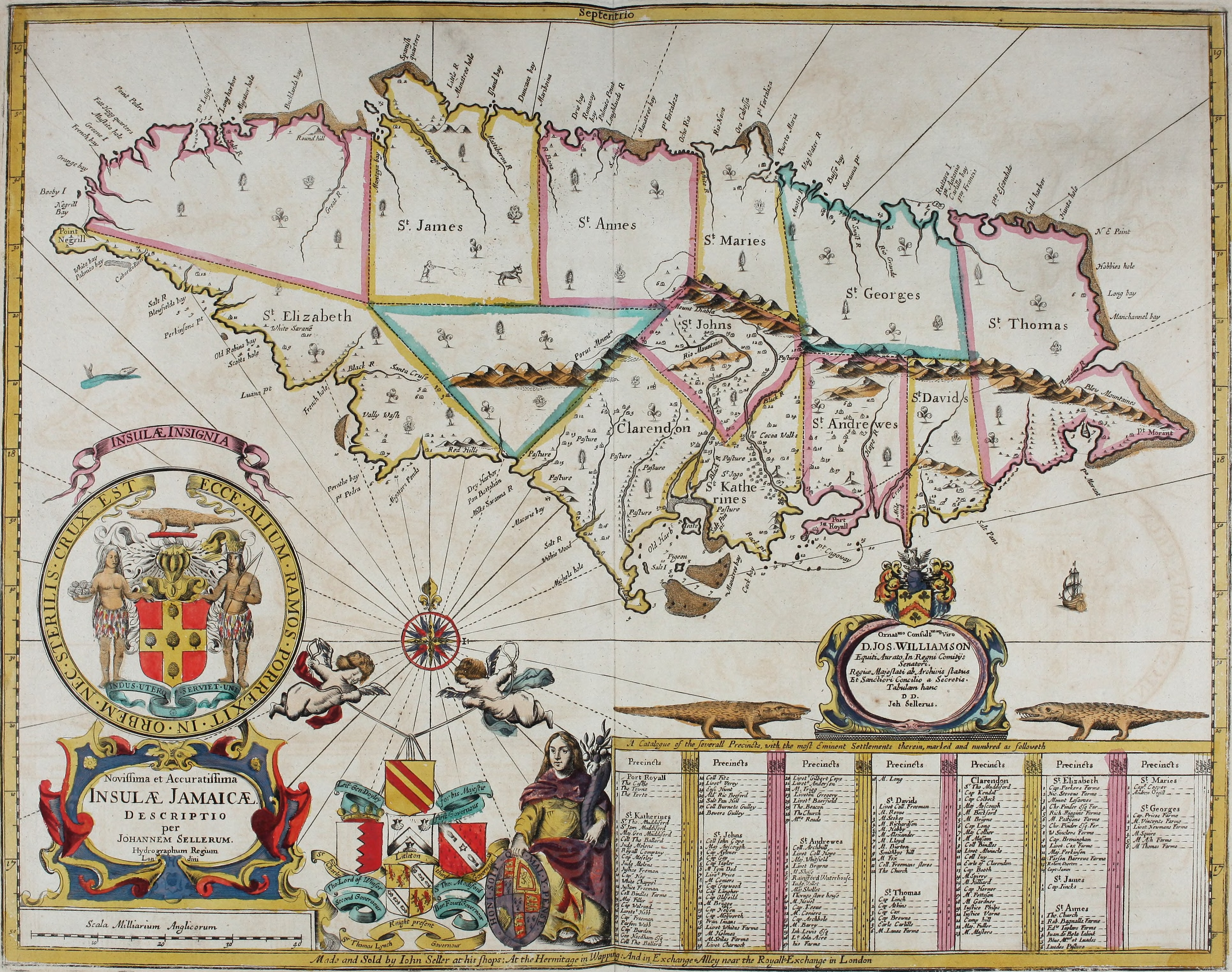
Atlas Martítimus (1674) Biblioteca Pública de Boston

El 7 de junio de 1692 un terremoto socavó los cimientos de los edificios y hundió Port Royal, que se encontraba en un llano brazo arenoso sobre la bahía de Kingston y contaba con más de 6.500 habitantes. El hundimiento de Port Royal se contempló como un castigo divino no solo por el imperio español sino también por los propios ingleses. Los miembros del Consejo de Jamaica declararon: "Con esto nos convertimos en una instancia del juicio severo de Dios Todopoderoso". Esta visión del desastre no se limitó a Jamaica; en Boston (colonia de la bahía de Massachusetts, actual EE. UU.), el reverendo Cotton Mather dijo en una carta a su tío: "He aquí, un accidente que habla a toda nuestra América británica". La capital de Jamaica se trasladó entonces a Spanish Town y la actividad comercial portuaria a Kinsgton, y para finales del siglo siglo XVIII la zona de Port Royal se encontraba totalmente abandonada.
Las zonas montañosas del interior de Jamaica permanecieron bajo el control de los caciques maroons, en torno a los palenques principales, donde también había población arahuca. Los conflictos entre las plantaciones y los palenques fueron frecuentes. Mientras que los ingleses pretendían establecerse en regiones bajo control maroon propicias para la agricultura, los maroons realizaban incursiones de saqueo y pillaje, como la de De Serras contra Spanish Town, y acogían a algunos esclavos fugitivos.
A finales del siglo XVII las importaciones de esclavos para las plantaciones azucareras supusieron que tres cuartos de la población de Jamaica, que era de 60.000 habitantes, fueran esclavos africanos. Sin embargo, las bases del comercio de esclavos se encontraban en las islas del Caribe oriental como el Santo Tomás danés. Los misquito también participaban en el comercio de esclavos en Jamaica, en este caso obtenidos de las capturas de entre los indígenas españoles de la Capitanía General de Guatemala.
En 1694 el Gobernador de Saint Domingue (actual Haití) Jean-Baptiste du Casse mandó la expedición de Jamaica (1694) con tres buques de guerra y 29 barcos de transporte. Desembarcando en Port Morant (parroquia de Saint Thomas), arrasaron plantaciones y más de cincuenta ingenios, y se hicieron con cientos de esclavos. Finalmente, fueron derrotados en Carlisle Bay y expulsados de regresando a Saint-Domingue.

### SigloXVIII

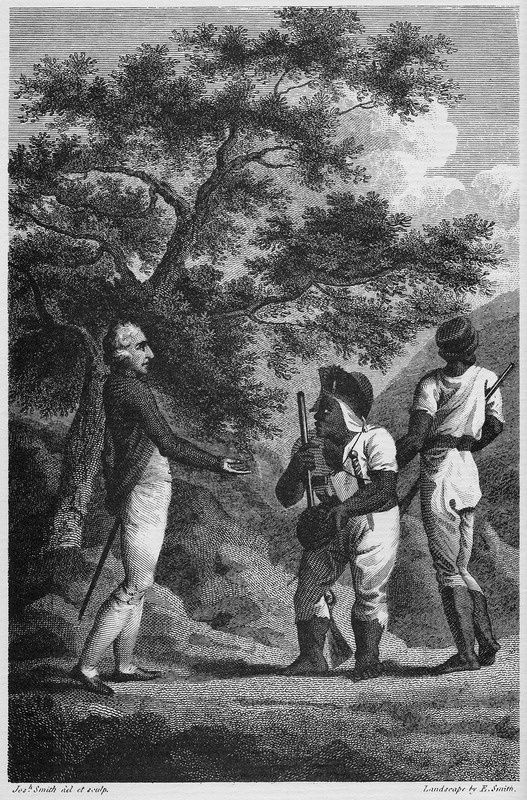
Old Cudjoe making peace (1803) de Robert Charles Dallas,

En 1742 la expedición mandada por el gobernador Trelawny dio lugar al establecimiento de Port Royal en isla Roatán (Islas de la Bahía, Honduras), y desde allí ocuparon La Baliza (actual Belice) y Bluefields (actual Nicaragua). Hasta su salida en virtud del Tratado de París (1763) todos estos enclaves en el territorio español de la Capitanía General de Guatemala estuvieron regidos desde Jamaica.
El monocultivo de azúcar en el siglo XVIII desplazó a la piratería como la principal fuente de ingresos de Jamaica. Aunque el Saint Domingue francés fue el mayor productor de azúcar del Caribe, Jamaica se convirtió en el mayor exportador de azúcar en el Imperio británico.Se trató de un sistema de producción agrícola que empleaba mano de obra esclava africana, que pasó de 75.000 en 1730 a 200.000 en 1778, manteniéndose el número de ingleses en torno a 10.000 durante todo el periodo. Estos constituían la élite política y económica de Jamaica, acumulando riquezas muy por encima de cualquier otro comerciante inglés de las islas británicas.
 

La presión por poner en explotación todas los terrenos favorables para la agricultura de la isla, con más de cuatrocientas explotaciones para 1739 supuso constantes conflictos con los maroons jamaiquinos en lo que se conoce como Primera Guerra Cimarrón. Los tres principales caciques maroon eran del pueblo akan, originarios de la actual Ghana. Cudjoe ejercía el dominio del oeste (región de sotavento o de Trelawny) y Quao y Reina Nanny del este (región de Blue Mountains o barlovento). El conflicto se resolvió en 1739 y 1740 con la firma entre Cudjoe, Quao y Reina Nanny y el gobernador de Jamaica Edward Trelawny, de un tratado de paz por el que el gobernador reconocía el derecho de los maroons sobre las poblaciones de Accompong, Trelawny Town o Cudjoe Town, Moore Town o Nanny Town, Scott's Pass y Charles Town, supeditados a un superintendente del gobernador.

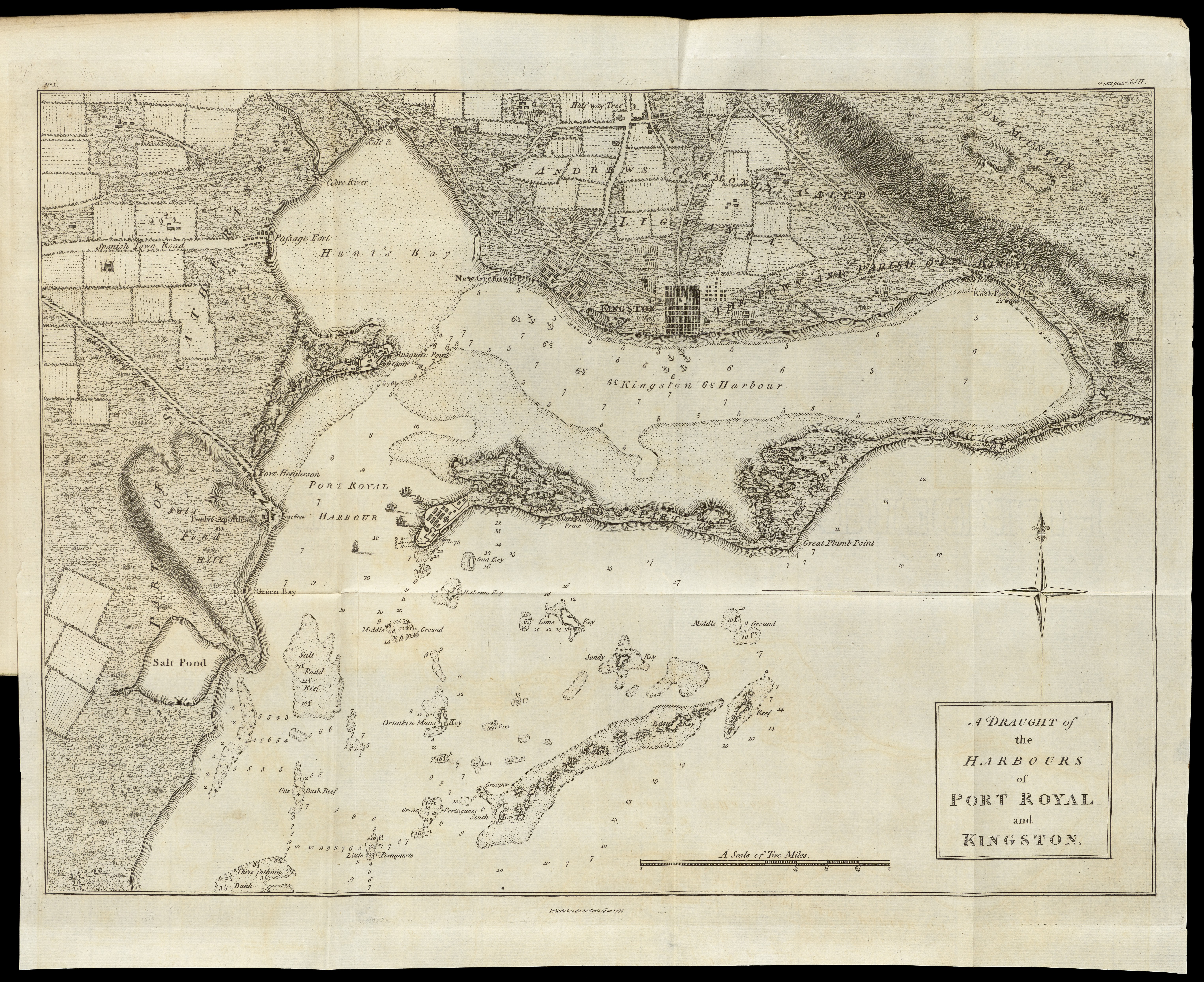
Mapa del puerto de Kinston y Port Royal (1774)

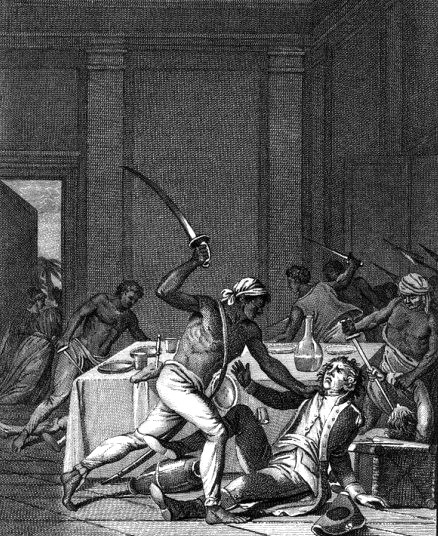
Revuelta de esclavos en Jamaica de 1759, autor Nicolas Lejeune (1800) sobre la revuelta de Tacky.

Además, en 1740 Reino Unido firmó el tratado de Amistad y Alianza (1740) con Eduardo de Mosquitia para la el respaldo de Mosquitia en la guerra del Asiento con España. En Jamaica se reunió una flota de más de ciento ochenta barcos con diez mil soldados, más personal de intendencia, para el fallido asalto a Cartagena de Indias (1741). 
El vertiginoso crecimiento de la población esclava derivó en la formación de nuevos grupos de maroons, como el de Jack Masong en la parroquia de Saint Thomas y en más de una docena de revueltas maroons. Sus líderes eran conocidos como Coromatines, akanes procedentes del fuerte Coromatín en la Costa de Oro neerlandesa (Abandze, región central de la actual Ghana).Una de estas revueltas fue la de Tacky en 1760, dirigida a hacerse con el control de las plantaciones Frontier y Trinity (parroquia de Saint Mary) de las que era manijero o capataz de las cuadrillas de esclavos. Tras el asesinato de los amos de las plantaciones, los rebeldes se hicieron con la munición del fuerte Haldane con el propósito de ocupar también las plantaciones de Heywood Hall y Esther y la rebelión se extendió a toda Jamaica.Los maroons de la isla, leales al gobierno de Jamaica, sofocaron la revuelta violentamente. Tacky fue abatido por Davy el Maroon y sus seguidores, quienes habían confiado además en las supersticiones de los Obeahmen, regresaron a las plantaciones.Otra revuelta similar fue la de Apongo en Westmoreland en 1760, quien había sido apresado y vendido como esclavo por sus rivales políticos del reino Dahomey.

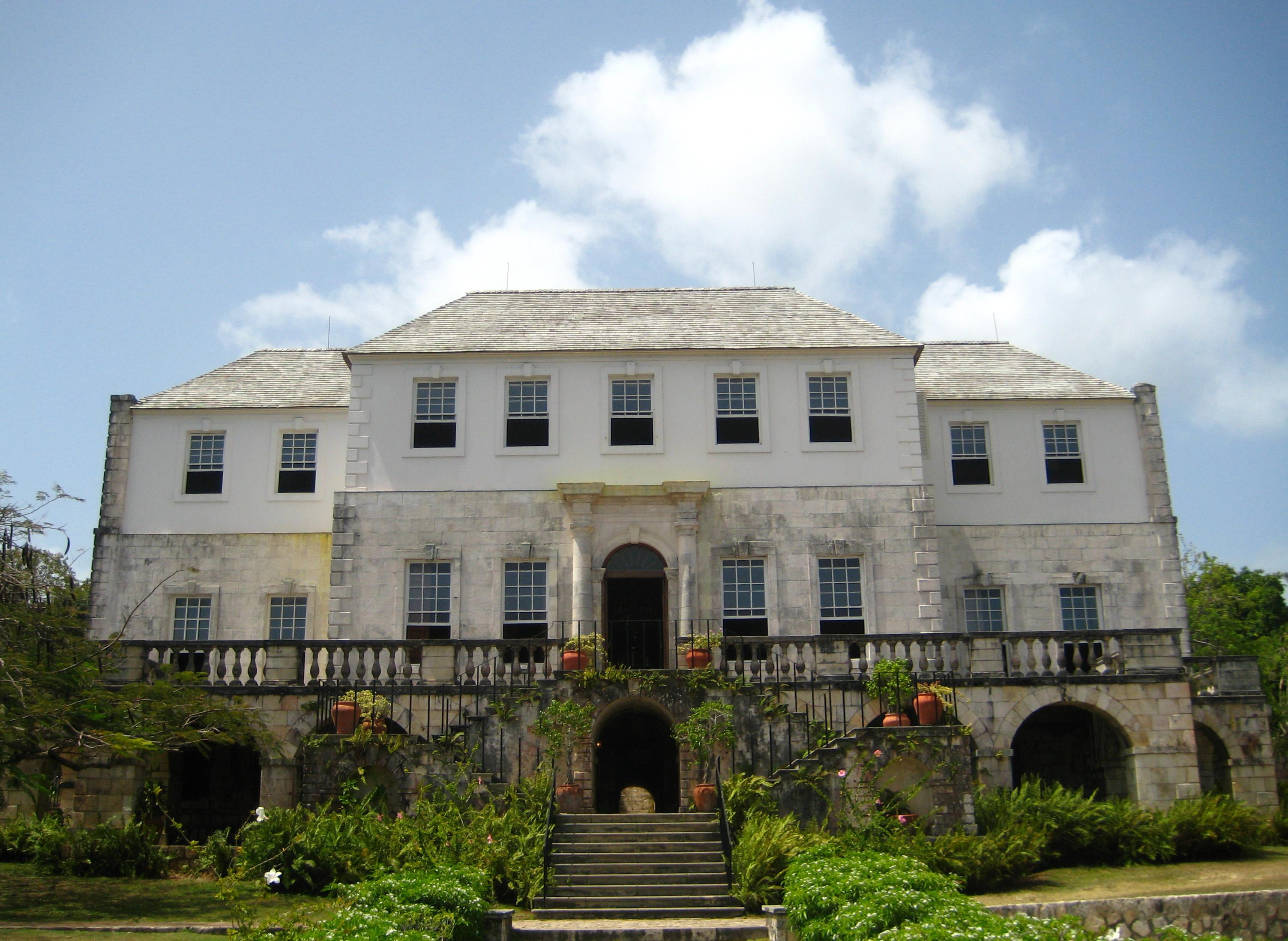
Casa grande de la plantación Rose Hall, después de su rehabiltación

En 1781, durante la guerra de Independencia de Estados Unidos, España y Francia se aliaron contra Reino Unido. Tras las victoria españolas de Bernardo de Gálvez en la entonces Florida Occidental británica, se desplegó una campaña para la ocupación de Jamaica. Sin embargo, la derrota de la flota francesa en la batalla de Los Santos (1782) y la firma del tratado de París (1783) salvaron la soberanía británica de Jamaica, al tiempo que se perdían las Trece Colonias (actual EE. UU.). Esto supuso el exilio en Jamaica de tres mil lealistas procedentes de las Trece Colonias, entre civiles y militares, quienes entre todos trajeron consigo a ocho mil esclavos. Los ricos terratenientes y comerciantes procedentes de las Trece Colonias iniciaron una larga negociación con Londres para recibir compensaciones por las pérdidas y confiscación de sus propiedades ocasionadas por la guerra de Independencia. Además, desde los puertos de Savanah y Charleston llegaron a Jamaica un número indeterminado de Lealistas negros, quienes habían logrado su emancipación con su participación en la guerra. Entre estos se encontraba George Liele, quien fundara la primera iglesia bautista de Jamaica y fuera acusado de difundir ideas próximas a las de la revolución haitiana.
El inicio de la revolución haitiana en 1791 supuso la acogida en Jamaica de cuatro mil personas exiliadas del Saint Domingue francés. Se trataba de realistas, militares y terratenientes, quienes trajeron consigo a familiares y personal de las plantaciones azucareras y cafeteras. Pese a no estar autorizado, los franceses trajeron consigo a sus propios esclavos. Ante el temor a que las revueltas haitianas se extendieran a Jamaica el gobernador Balcarres ordenó la deportación de cualquier extranjero sospechoso. En 1795 las milicias y soldados británicos derrotaron a los maroons en la Segunda Guerra Cimarrón, por la que tras ocho meses de luchas al abrigo del interior montañoso, los maroons perdieron el control de algunas de sus regiones y tuvieron que entregar a los esclavos huidos que vivían en sus pueblos. En 1796 quinientos maroons de Trelawny Town fueron trasladados de manera forzosa a la colonia británica de Nova Scotia (Canadá), y de modo similar, en 1797 el imperio británico ordenó la deportación de los garífunas de San Vicente a Roatán (Islas de la Bahía, Honduras).
En 1780 Jamaica fue la base desde la que partió la ambiciosa y fallida expedición a San Juan, destinada a una nueva incursión en los territorios hispanoamericanos con la ocupación de la ciudad de Granada (actual Nicaragua). En 1798 la expedición naval enviada desde Jamaica a La Baliza española (actual Belice) derrotó a los barcos españoles en la batalla del cayo Cocina, dando lugar al inicio del control británico sobre la Honduras británica.

### SigloXIX
A principios del siglo XIX Jamaica favoreció a los revolucionarios hispanoamericanos, a quienes apoyó interesadamente en las campañas militares de las guerras de independencia hispanoamericanas del imperio español. Refugió a los participantes de la fallida Conspiración de Gual y España (1797) o al propio Simón Bolívar, quien escribiera la Carta de Jamaica (1815). Además, en 1800 el gobernador de Jamaica respaldó la destrucción de la población española de Río Tinto (actual Honduras) en el empeño de recuperar el control británico de Miskitia, perdido tras la convención de Londres (1786).

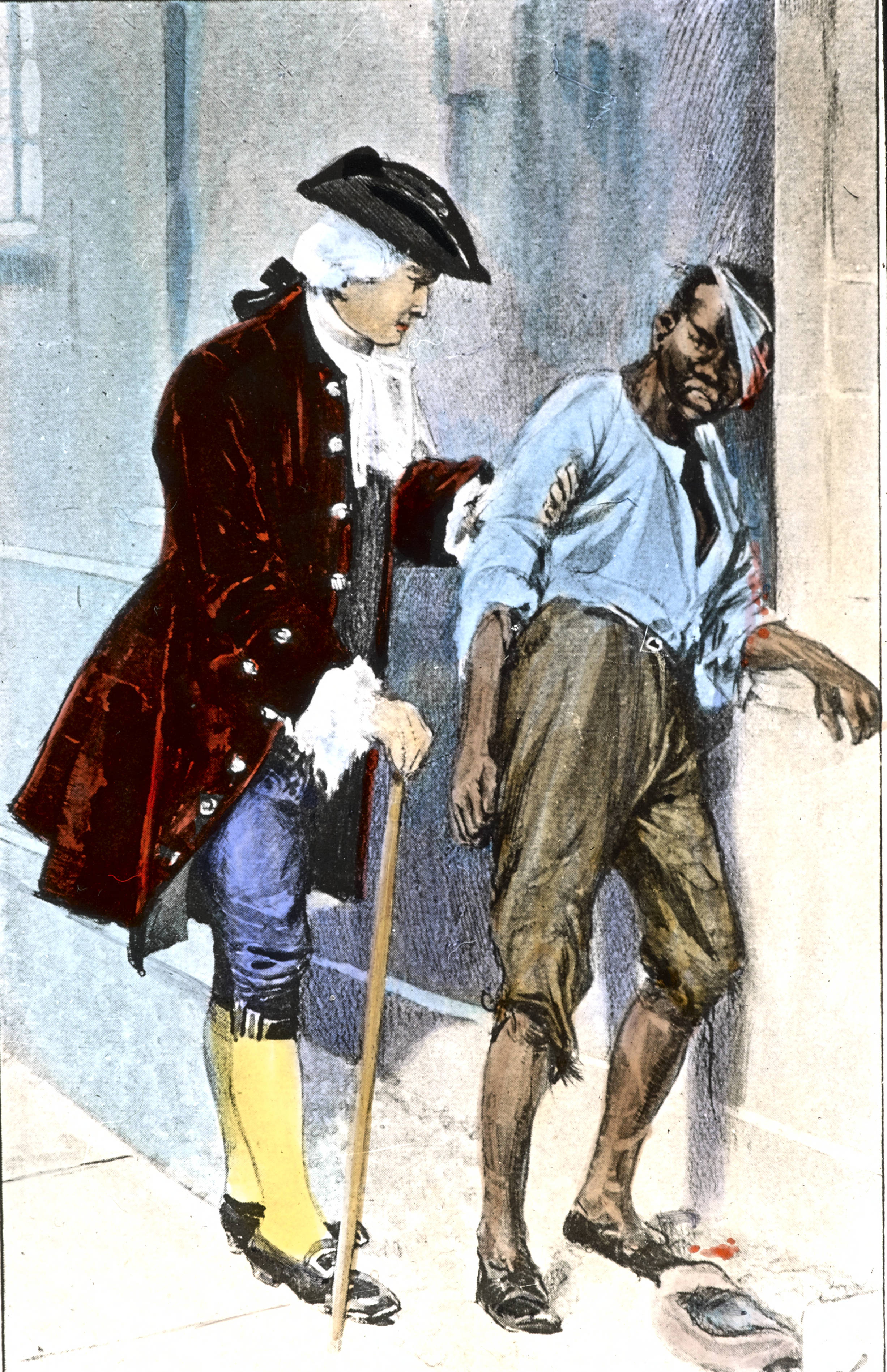
Granville Sharp and a Slave, pinturas realizadas para la difusión del abolicionismo tras las la presencia de misionarios escoceses en Montego Bay. Museo Marítimo Nacional

En 1800 la población de esclavos de origen africano alcanzó los de 300.000.Para 1832, la plantación de tamaño mediano en Jamaica tenía aproximadamente 150 esclavos, y casi uno de cada cuatro siervos vivía en unidades que tenían al menos 250 esclavos. Simon Taylor (plantador de azúcar), que poseía propiedades en las parroquias jamaicanas de Santo Tomás y Santa María, fue uno de los hombres más ricos del imperio británico a finales del siglo XVIII y principios del XIX.
A comienzos del siglo XIX, la Asamblea de Jamaica otorgó a los judíos derechos de voto.Tras el Acta del Comercio de Esclavos (1807) se otorgaron derechos a los negros siempre que fueran libres. Algunos de estos derechos fueron el de heredar inmuebles y terrenos, o estar junto al resto de asistentes a los juicios. Además, dentro del sistema legal racista del imperio británico, Louis Celeste Lecesne, de ascendencia francesa de Saint-Domingue, promovió que se les permitiera ser legalmente blancos. En 1830 otros activistas como Edward Jordon, Robert Osborn y Richard Hill lograron la igualdad de derechos para los ciudadanos libres, independientemente de su raza. En 1831 Samuel Sharpe lideró una revuelta de esclavos sin precedente en el las Indias Occidentales Británicas, movilizando a sesenta mil de los trescientos mil esclavos jamaiquinos durante once días. Sharpe era un predicador bautista al servicio del misionero abolicionista Thomas Burchell, cuya principales pretensiones eran más libertad y la petición de un salario para los esclavos equivalente a la mitad del salario normal. La revuelta fue sofocada por el general Willoughby Cotton, y supuso la ordenación por el gobierno de Jamaica de hasta quinientas penas de muerte.

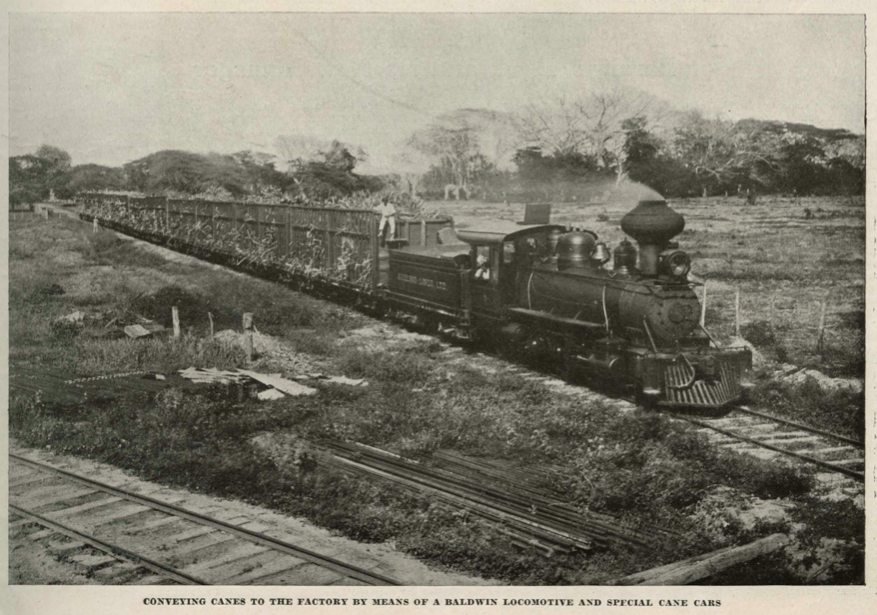
Ferrocarril en Bernard Lodge (parroquia de Saint Catherine)

La abolición la esclavitud en el imperio británico se declaró con la Slave Abolition Act de 1833, tras lo cual los antiguos esclavos cumplían un periodo de «aprendizaje».El sistema de aprendizaje terminó el 1 de agosto de 1838 con la emancipación total. La mano de obra esclava fue sustituida por un sistema de contratos de trabajo en régimen de servidumbre, con contratos y sueldos definidos, aunque los abusos fueron frecuentes dentro del contexto del social y económico del siglo XIX. En 1845 se inauguró la primera línea férrea de Jamaica, la línea Kingston-Angela (cerca de Spanish Town) por William Smith para el transporte de caña de azúcar. Se trató del segundo ferrocarril de una colonia británica, por detrás de la Canadá británica, y del segundo ferrocarril del Caribe por detrás del Habana-Güines de la Cuba española.
En 1848 el gobernador Charles Edward Grey ordenó la ocupación de San Juan del Norte en Nicaragua, el cambio de su nombre a Greytown y su anexión unilateral al extinto protectorado de Miskitia. El motivo era un nuevo intento de establecer una vía de comunicación o canal entre el Caribe y el Pacífico, sesenta años después de la fallida expedición a San Juan (1780). La ocupación británica provocó un conflicto internacional con los EE. UU. quienes forzaron su entrega a Nicaragua por el tratado de Managua (1860) y más tarde bombardearon Greytown.

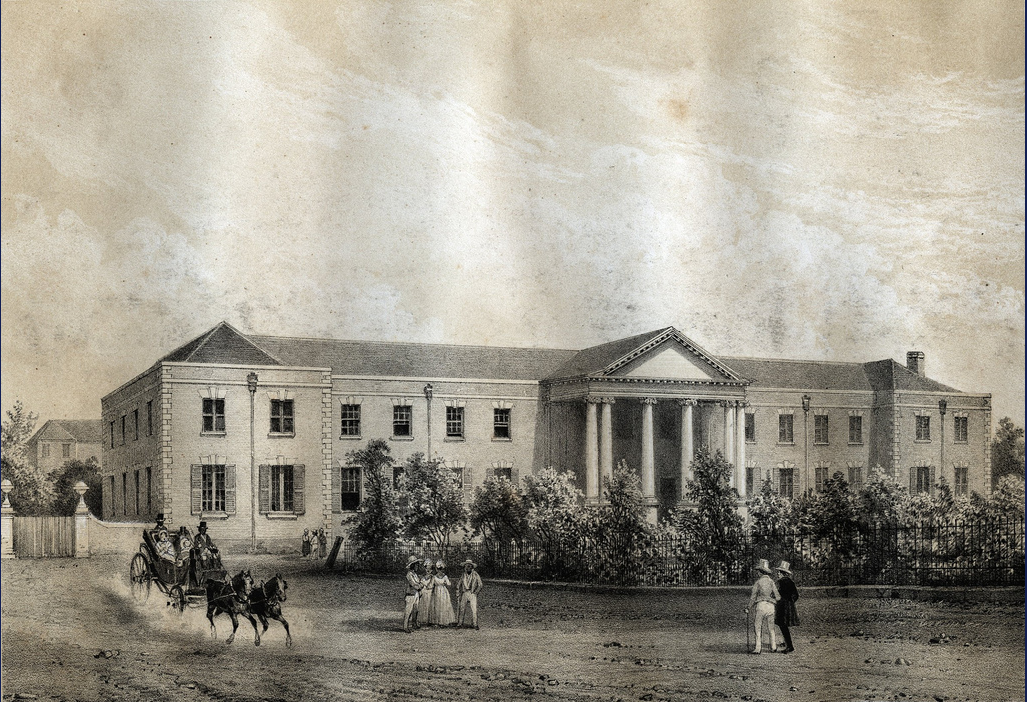
Kings House (1740) Spanish Town, fotografía de 1840. Actual residencia del gobernador general de Jamaica.

En 1850 se proclamó la colonia de Islas de la Bahía, dependiente del gobernador de Jamaica, Charles Edward Grey. Esta proclamación dio lugar a un conflicto diplomático con EE. UU. que se resolvió en 1860 con el tratado de Managua, que reconocía la soberanía hondureña de las islas. En 1862 el imperio británico declaró la soberanía británica sobre la Honduras Británica (actual Belice), cuyo gobierno estaba supeditado al del gobernador de Jamaica. En 1865 Jamaica obtuvo la condición de Crown Colony que supuso mejoras en el gobierno local así como inversiones para paliar el declive económico de la isla. En 1865 más de doscientos campesinos se rebelaron en Morant Bay para exigir mejoras económicas y laborales. En 1872 se trasladó la capital desde Spanish Town a Kingston. Además, en 1874 Jamaica obtuvo la jurisdicción sobre Islas Turcas y Caicos, hasta entonces parte de la colonia de Bahamas (actual Bahamas). 

Cortadores de caña de azúcar (1880) Colección Michael Graham-Stewart

A partir del último tercio del siglo, acogió asimismo a Antonio Maceo Grajales y otros independentistas cubanos y a numerosos exiliados de todas las nacionalidades americanas durante la inestabilidad política que caracterizó al siglo XIX.

### SigloXX
En 1907 se produjo un terremoto que resultó en más de ochocientos muertos y grandes destrozos en Kingston. A partir del último tercio del siglo se produjo el auge del cultivo y exportación de la banana, que continuó hasta la década de 1930, con más de veinte millones de bananas para la exportación por empresas norteamericanas como la United Fruit Company. Además, a principios del siglo XX más de diez mil jamaiquinos emigraron a Panamá para las obras de construcción del canal de Panamá.
Tras la Segunda Guerra Mundial y el inicio de los procesos de descolonización en todo el imperio británico se produjo la emigración de numerosos jamaiquinos hacia Reino Unido. Dentro del acuerdo de bases por destructores se establecieron en Jamaica las bases norteamericanas de Vernam Field y Little Goat Island, que se desmantelaron a principios de los años 50. En la década de 1950 se produjo el auge de la minería de bauxita en Saint Ann´s, impulsada por las empresas canadienses Alcan, Reynolds y Kaiser. La minería se convirtió en el principal sector económico de la isla, aportando casi el 10% del PIB en 1965. En 1958 Jamaica se incorporó a la Federación de las Indias Occidentales, hasta 1961.
Jamaica se independizó de Reino Unido en 1962 durante los procesos de descolonización iniciados tras la II Guerra Mundial que supuso la independencia de otras colonias británicas del Caribe como Trinidad y Tobago o Guyana. Sin embargo, los fuertes lazos económicos y culturales se mantuvieron con la adhesión a la Commonwealth y con el rey de Reino Unido cono rey de Jamaica y jefe del estado.

## Nota aclaratoria
1. ↑  Inglesa desde 1655 y británica a partir de 1707.